# کاتارا هاسپیتالیتی
کاتارا هاسپیتالیتی (انگلیسی: Katara Hospitality) شرکت مهمان‌نوازی قطری است، که در سال ۱۹۷۰ تأسیس شد.